# Сельский, Станислав Игоревич
Станислав Игоревич Сельский (родился 2 сентября 1991 года в Новокузнецке) — российский регбист.

## Биография

### Ранние годы
В регби пришел в 9 лет. С регби уже был знаком, так как отец играл в свое время. В 16 летнем возрасте стал капитаном юношеской сборной, в составе которой выиграл серебряные медали первенства Европы и завоевал бронзовые медали на мировом трофи. Своей игрой привлек внимание столичной «Славы», куда вскоре и перешел.

### Клубная карьера

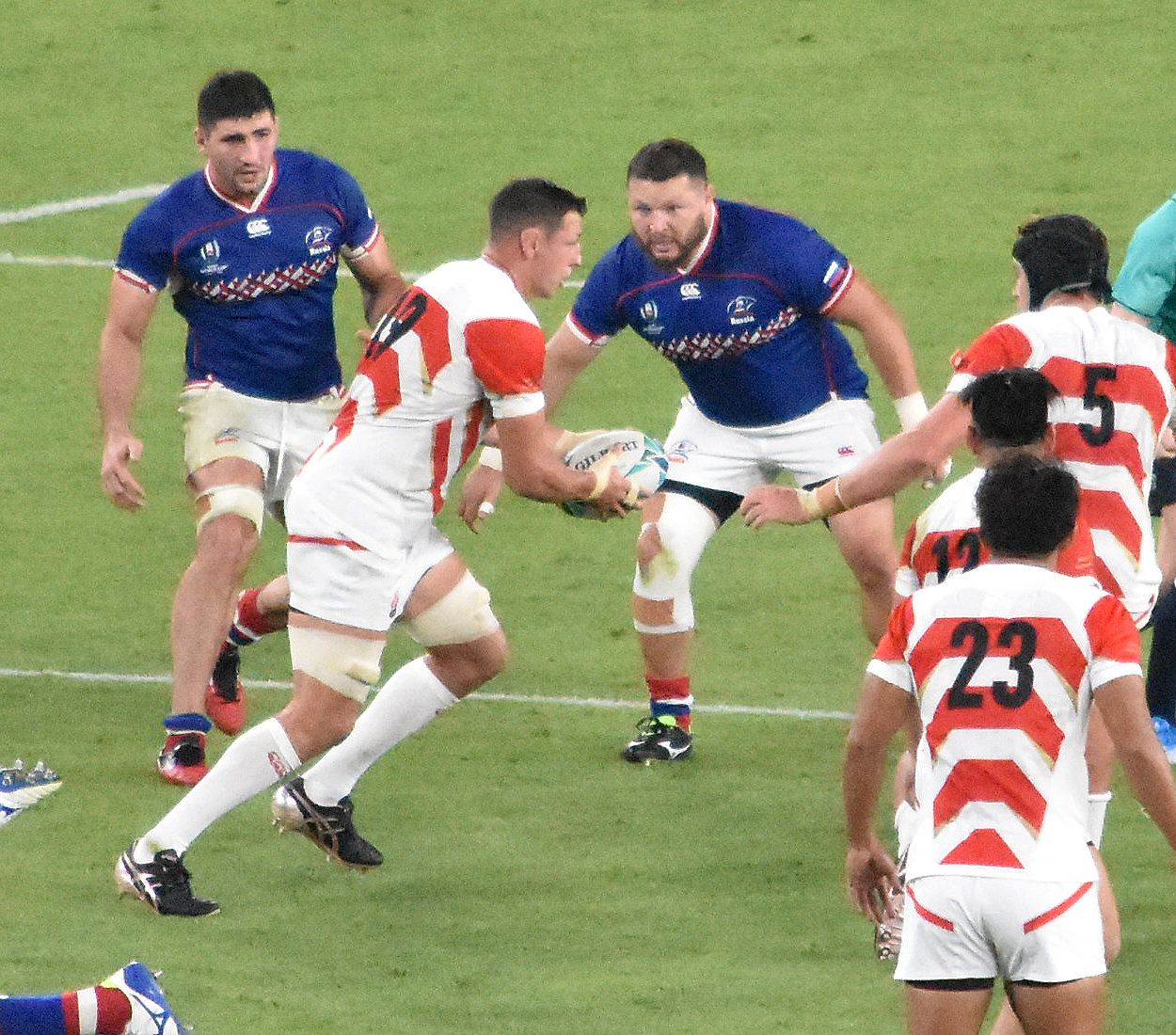
Тагир Гаджиев (слева) и Азамат Битиев (в центре) на КМ-2019

В 19 лет перешел в «Енисей-СТМ». С которым выиграл 5 чемпионств: 2011, 2012, 2014, 2016 и 2017, трижды Кубка страны, трижды — Суперкубка России (2014, 2015 и 2017).
В 2013 сыграл в Матче всех звёзд ПРЛ, матч прошёл в рамках празднования 90-летия российского регби.
Стал автором первой в истории «сибтяжмашевцев» попытки в еврокубках, занес её португальскому клубу КДУЛ.
В 2020 году получил травму, от которой долго восстанавливался и пропустил большую часть сезона.
В 2021 году сдал положительную допинг-пробу на содержание запрещенного препарата кломифена, и был дисквалифицирован на 3 года. Отбыв дисквалификацию, стал игроком клуба «Красный Яр» весной 2024 года.

### Карьера в сборной
Дебютировал в сборной в 2012 году в матче против второй сборной Италии (Италия А). Участник Кубка мира 2019 года, где сыграл в 4 матчах.

## Достижения
- Чемпион России: 2012, 2014, 2016, 2017, 2018, 2019
- Обладатель Кубка России: 2014, 2016, 2017

## Статистика
Актуально на 03.02.2021. Еврокубки считаются по календарному году.
| № | Место проведения | Дата            | Соперник | Счёт    | Позиция | Соревнование                     |
| - | ---------------- | --------------- | -------- | ------- | ------- | -------------------------------- |
| 1 | Бухарест         | 8 июня 2012     | Италия А | 33 - 17 | 2       | Кубок Наций в Румынии            |
| 2 | Пфорцхайм        | 14 февраля 2015 | Германия | 22 - 46 | 2       | Кубок европейских наций по регби |
| 3 | Гонконг          | 10 ноября 2017  | Гонконг  | 13 - 16 | 2       | Кубок Наций в Гонконге           |
| 4 | Краснодар        | 10 ноября 2018  | Намибия  | 47 - 20 | 2       | Тест матч                        |
| 5 | Глостер          | 24 ноября 2018  | Япония   | 32 - 25 | 2       | Тест матч                        |
| 6 | Ботошани         | 9 марта 2019    | Румыния  | 22 - 20 | 2       | Кубок европейских наций по регби |